# Вольница 1-я
Вольница 1-я — опустевший поселок в Клинцовском районе Брянской области, в составе Гулёвского сельского поселения.

## География
Находится в западной части Брянской области на расстоянии приблизительно 15 км на юг-юго-восток по прямой от железнодорожного вокзала станции Клинцы.

## История
Известен с 1920-х годов. На карте 1941 года отмечен как поселение с 22 дворами. По состоянию на 2020 год опустел.

## Население
Численность населения: 15 человек (1858), 190 человек (1926), 0 человек (2002), 4 человека (2010), 0 человек (2013), 0 человек (2017).
Будет упразднен как фактически не существующий в связи с переселением всех жителей на постоянное место жительства в другие населённые пункты.